# 霍爾科姆鎮區 (密蘇里州鄧克林縣)
霍爾科姆鎮區（英語：Holcomb Township）是位於美國密蘇里州鄧克林縣的一個行政鎮區。

## 地方資料
霍爾科姆鎮區的面積為104.23平方千米，當中陸地面積為103.67平方千米，而水域面積為0.56平方千米。根據2020年美國人口普查的數據，當地共有人口1306人，而人口密度為每平方千米12.53人。